# Heterochaete andina
Heterochaete andina är en svampart som beskrevs av Pat. & Lagerh. 1892. Heterochaete andina ingår i släktet Heterochaete och familjen Auriculariaceae.   Inga underarter finns listade i Catalogue of Life.